# Meliphagoidea
Meliphagoidea es una superfamilia de aves paseriformes. Las 4 familias que contienen a estas pequeñas y medianas aves cantoras, en su mayoría, habitan en Australasia.

## Familias
Se reconocen las siguientes:
- Maluridae
- Meliphagidae
- Dasyornithidae
- Pardalotidae
- Acanthizidae